# Diego Živulić
Diego Živulić (Fiume, 23 marzo 1992) è un calciatore croato, centrocampista dell'Oțelul Galați.

## Carriera

### Club
Il 1º luglio 2017 viene acquistato a titolo definitivo dalla squadra ceca del Viktoria Plzeň.

### Nazionale
Ha giocato nelle nazionali giovanili croate Under-18 ed Under-19.

## Palmarès

### Club

#### Competizioni nazionali
- Campionato ceco: 1

Viktoria Plzeň: 2017-2018
- Pohár ČMFS: 1

Fastav Zlín: 2016-2017